# 蘇厄德 (內布拉斯加州)
蘇厄德（英語：Seward）是一個位於美國內布拉斯加州蘇厄德縣的城市。根據2010年美國人口普查，該地共人口6964人，而該地的面積約為11.19平方千米。同時該地也是蘇厄德縣的縣治。

## 地理
蘇厄德的座標為40°54′40″N 97°05′49″W / 40.91111°N 97.09694°W，而該地的平均海拔高度為455米（即1493英尺）。